# F1 2014
F1 2014 (o anche Formula 1 2014) è un videogioco di guida basato sulla stagione 2014 di Formula 1, sviluppato e pubblicato da Codemasters. È il seguito di F1 2010, F1 2011, F1 2012 e F1 2013 ed è stato pubblicato il 17 ottobre 2014 per PC, PlayStation 3 e Xbox 360 in Europa (il 21 ottobre 2014 è uscito in Nord America).

## Nuove caratteristiche
Rispetto a F1 2013 non sono presenti né vetture storiche né tracciati storici. Il gioco è caratterizzato principalmente dall'aggiunta dei vari circuiti della stagione 2014, come il Red Bull Ring e il nuovissimo circuito di Soči. È presente una nuova modalità chiamata Test di valutazione che si effettua avviando il gioco per la prima volta. Con questa modalità una volta svolta sarà consigliata la difficoltà in base al test effettuato. A differenza dei capitoli precedenti in base ai regolamenti attuali della Formula 1 non è possibile attivare per sei secondi al giro il KERS perché adesso è compreso nell'ERS, il nuovo sistema di recupero energia. È presente l'ottava marcia.
Si può iniziare una carriera subito da un top team e si può decidere se farla breve (7 gare), intermedia (12 gare) o completa (19 gare, ovvero tutto il calendario, dalla durata di 5 anni). Per una questione di licenza sulla Williams F1 non è presente lo sponsor Martini, ma solo la livrea.

## Circuiti e team

### Lista dei piloti e dei team
F1 2014 include tutti i 22 piloti e le 11 squadre che hanno iniziato la stagione 2014 di Formula 1.
| Team                                | No. | Piloti            |
| ----------------------------------- | --- | ----------------- |
| Infiniti Red Bull Racing Renault    | 1   | Sebastian Vettel  |
| Infiniti Red Bull Racing Renault    | 3   | Daniel Ricciardo  |
| Mercedes AMG Petronas F1            | 6   | Nico Rosberg      |
| Mercedes AMG Petronas F1            | 44  | Lewis Hamilton    |
| Scuderia Ferrari                    | 14  | Fernando Alonso   |
| Scuderia Ferrari                    | 7   | Kimi Räikkönen    |
| Lotus Renault                       | 13  | Pastor Maldonado  |
| Lotus Renault                       | 8   | Romain Grosjean   |
| McLaren Mercedes                    | 22  | Jenson Button     |
| McLaren Mercedes                    | 20  | Kevin Magnussen   |
| Sahara Force India F1 Team Mercedes | 27  | Nico Hülkenberg   |
| Sahara Force India F1 Team Mercedes | 11  | Sergio Pérez      |
| Sauber Ferrari                      | 99  | Adrian Sutil      |
| Sauber Ferrari                      | 21  | Esteban Gutiérrez |
| Scuderia Toro Rosso                 | 25  | Jean-Éric Vergne  |
| Scuderia Toro Rosso                 | 26  | Daniil Kvjat      |
| Williams Martini Racing Mercedes    | 19  | Felipe Massa      |
| Williams Martini Racing Mercedes    | 77  | Valtteri Bottas   |
| Marussia Ferrari                    | 17  | Jules Bianchi     |
| Marussia Ferrari                    | 4   | Max Chilton       |
| Caterham Renault                    | 10  | Kamui Kobayashi   |
| Caterham Renault                    | 9   | Marcus Ericsson   |

### Lista dei circuiti
F1 2014 contiene l'intero calendario formato da 19 circuiti, con il ritorno dell'Hockenheimring che ospita il Gran Premio di Germania. Inoltre, dopo 11 anni di assenza c'è il ritorno del Red Bull Ring che ospita il Gran Premio d'Austria e il debutto dell'autodromo di Soči che ospita il Gran Premio di Russia. Sul circuito del Bahrein si corre in notturna.
| No. | Gran Premio          | Circuito                       |
| --- | -------------------- | ------------------------------ |
| 1   | GP d'Australia       | Albert Park Circuit            |
| 2   | GP della Malesia     | Sepang International Circuit   |
| 3   | GP del Bahrein       | Circuito di Manama             |
| 4   | GP di Cina           | Shanghai International Circuit |
| 5   | GP di Spagna         | Circuit de Catalunya           |
| 6   | GP di Monaco         | Circuit de Monaco              |
| 7   | GP del Canada        | Circuit Gilles Villeneuve      |
| 8   | GP d'Austria         | Red Bull Ring                  |
| 9   | GP di Gran Bretagna  | Silverstone Circuit            |
| 10  | GP di Germania       | Hockenheimring                 |
| 11  | GP d'Ungheria        | Hungaroring                    |
| 12  | GP del Belgio        | Circuit de Spa-Francorchamps   |
| 13  | GP d'Italia          | Autodromo nazionale di Monza   |
| 14  | GP di Singapore      | Singapore Street Circuit       |
| 15  | GP del Giappone      | Suzuka Circuit                 |
| 16  | GP di Russia         | Autodromo di Soči              |
| 17  | GP degli Stati Uniti | Circuito delle Americhe        |
| 18  | GP del Brasile       | Autódromo José Carlos Pace     |
| 19  | GP di Abu Dhabi      | Yas Marina Circuit             |